# Nípos
Nípos, en grec moderne : Νίπος, ou Níppos (Νίππος), est un village du dème d'Apokóronas, dans le district régional de La Canée, de la Crète, en Grèce. Selon le recensement de 2011, la population de Nípos compte 167 habitants.
Le village est situé à 33 km de La Canée. Lors du recensement de la population de 1583, par Pietro Castrofilaca, il est mentionné sous le nom de Nipo avec une population de 224 habitants